# 花生漫畫
《花生》（英語：Peanuts） 是一部美国報紙連環漫画，作者为查爾斯·舒茲（Charles M. Schulz）。《花生》是漫画发展史上首部多個角色系列漫画，从1950年10月2日开始发行，到2000年2月13日作者病逝为止，共连载17,897幅。漫画中以小狗史努比（Snoopy）、查理（Charlie Brown）、莎莉（Sally Brown）、（Linus van Pelt）、露西（Lucy van Pelt）、謝勒德（Schroeder）、佩蒂（Peppermint Patty）、瑪西（Marcie）、和富蘭克林（Franklin）等几位小学生为主要角色，以小孩生活为题材，观察这个简单又复杂的世界。
作者查爾斯·舒茲在创作时将真实社会和个人生活体验浓缩在每个角色中，字里行间蕴含着幽默的人生哲理、激励人心的「運動家風度」以及小孩眼中的人性缺點。史努比是勇往直前、挺身反传统的梦想家；查理·布朗是在现实中屡战屡败、老是吃亏，却不放弃希望的平凡小人物；露西则是盛气凌人、精打细算的老板。这些人物传达着“输了再来”的人生观与对窘况一笔置之的态度，因而引起读者广泛的回响，并且成为美国通俗文化的一部分。在《花生》漫画停止之前，每天有超过三亿的读者通过75个国家的2600种报纸以21种不同语言阅读。而现今，出版的《花生》漫画已經有超过三亿本，一千四百多个标题，数以万计的带有史努比形象的周边商品进入全球的上亿户家庭，其影响之大，为连环漫画史上罕见。
《花生》早期仅针对少年儿童创作，内容简单通俗，后来逐步改变，开始在作品描绘的儿童世界中反映成人的社会生活和思想感情，因此也赢得了广大的成人读者。《花生》系列的每一组漫画都以新鲜的创意为核心，并在50年里被完整、丰盈、幽默地描述出来。大不列颠百科全书评价说“作品具有社会学、心理学和哲学价值”。
《花生》漫画的成功除了作者赋予它鲜活的人物形象，生动精到的画面语言以及熠熠生辉的人性光芒以外，很重要的一点是与之相辅相成的人物语言。因此，《花生》漫画中的一些特殊表述的语言形式及其对话背景，对漫画的理解是不可忽略的。

## 历史

### 20世纪40年代
在1948年到1950年這時間裡，查爾斯·舒茲定期给《星期六晚邮报》（The Saturday Evening Post）投稿，共卖出15件作品。1947年查爾斯·舒茲开始为《圣保罗先锋报》（St. Paul Pioneer Press）创作《小傢伙 Li'l Folks》系列漫画，其中塑造的查理·布朗（Charlie Brown）和雪米（Shermy）成为贯穿查爾斯·舒茲整个事业生涯的人物角色。
1950年联合报业集团（United Feature Syndicate）购买了查爾斯·舒茲的连环画《小傢伙》。但由于“小傢伙”的名字已存在，考虑的法律问题，漫画系列自此更名为《花生》。
查爾斯·舒茲始终不喜欢“花生（peanuts）”这个名字，1965年他对时代杂志说：“我希望漫画有个体面并重要的名字，‘花生’听起来太不起眼了”。

### 20世纪50年代
1950年10月2日第一幅《花生》漫画诞生了，并刊载于7家报纸，分别是华盛顿邮报（The Washington Post），芝加哥论坛报（The Chicago Tribune），明尼阿波利斯明星报（The Minneapolis Star），阿伦敦呼叫纪事报（The Allentown Call-Chronicle），伯利恒环球时报（The Bethlehem Globe-Times），丹佛邮报（The Denver Post），西雅图时报（The Seattle Times）。
之后《花生》漫画开始在报刊上每日连载（周一到周六），1952年1月6日，《花生》漫画的第一次周日版刊登在超过40家美国报纸上。
一开始《花生》漫画与我们现在所熟悉的样子略有不同。雪米和范蕾特是不可或缺的角色。史努比在1950年10月4日的《花生》漫画出现的时候不过是一只四脚着地多少有些普通的小猎犬。
1952年3月27日，史努比获得了语言思考能力，之后在1957年6月28日，它开始直立行走。

### 20世纪60年代至70年代
1960s查爾斯·舒茲的《花生》漫画迅速流行起来，任何地方都能看到它的踪影，1965年查理·布朗和他的伙伴们登上了《时代周刊》的封面。
在纸质媒介之外，《花生》漫画也获得极大成功：1965年，《查理·布朗的圣诞节》（A Charlie Brown Christmas）作为系列特别电视节目的第一集播出了，在这之后《运动精神可嘉的查理·布朗》（You're a Good Sport, Charlie Brown）和《查理·布朗感恩节》（A Charlie Brown Thanksgiving）都获得了艾美奖。1969年查理·布朗和史努比甚至随阿波罗十号登上月球。被美国国家航天局包装成了一个促进品牌的形象，史努比徽章用以奖励航天员杰出的工作。
70年代《花生》漫画在约1480家美国报刊及175家外国报刊上刊登，读者超过9千万。
薄荷·派蒂作为一个多面的、热爱运动的单亲家庭女孩于1966年登场。史努比的黄色小鸟伙伴在1970年获得了“糊涂塌客”（音译为“伍德斯托克”）这个名字，以美国的摇滚音乐节同名。

### 20世纪80年代至90年代
这一时期查爾斯·舒茲积累了巨大的個人财富，与迈克尔·乔丹和迈克尔·杰克逊一道被福布斯杂志列为美国娱乐界中薪酬最高的人士。作为一直以来最富有、读者最多的漫画家，查爾斯·舒茲捐赠数百万用于慈善事业。《花生》漫画已拥有3.5亿读者，出现在报纸、书籍及各种商业策划和宣传中。1984年，《花生》漫画因在超过2000家报纸上刊登而创下吉尼斯世界记录。
80年代末由于新闻用纸成本提高，《花生》漫画和其他漫画一样都压缩了篇幅，由四格变成最多三格。查爾斯·舒茲开始了新的尝试，试图把每天的故事编得更加完整并且更具新意。
90年代查爾斯·舒茲的健康状况开始恶化。由于手部颤抖，可以看到经典的线条产生了一些变化。1999年查爾斯·舒茲中风后，视力和记忆力衰退影响了漫画的创作，同年12月14日他宣布退休。

### 2000年

最後的週日版，於2000年2月13日，即作者查爾斯·舒茲逝世的隔日刊登

2000年1月3日的报纸刊登了《花生》漫画最后的每日连载。舒尔茨于2月12日死于结肠癌并发症，享壽77岁。作者去世第二天，即2月13日，漫画最后的周日版刊登，《花生》漫画最终落幕。
在最后一幅漫画中，查爾斯·舒茲借打字的史努比给读者写了最后一封信，宣布自己的离开和漫画的终结。
亲爱的朋友们：

我很荣幸近50年来能够从事创作查理·布朗和他的朋友们的故事。这是我从孩提时代就有的梦想。

但很遗憾的是，我将再也无法继续推出漫画连载了。我的家人不希望任何其他人继续《花生》漫画。因此，我想在此表明我的隐退之意。

对这些年来诸位编辑的青睐以及漫画迷们给我的支持和厚爱，我始终怀有无比的感激。

查理·布朗、史努比、露西⋯⋯我永远不会忘记你们⋯⋯

— 查爾斯·舒茲

## 人物
- 查理·布朗（Charlie Brown，2014年法國版動畫 香港配音：黃昕瑜）

查理·布朗是一个穿着折线T恤的小男孩。他是一个彻头彻尾的失败者，但是他从未放弃尝试。他是史上战绩最差的棒球队的队长，然而他屡败屡战。他从未鼓起勇气向心仪的红头发小姑娘搭讪，然而他一直矢志不渝的暗恋着。在生活中，查理·布朗到处碰壁倒霉，在朋友那里碰壁，在挂风筝的树那里碰壁，甚至在自己的小狗史努比那里碰壁，但他一直坚强到底。
作者对查理·布朗的评价：查理·布朗必须是一个背运倒霉的角色，因为他是一个现实生活中普通人的代表。我们中的大部分人都更习惯于失败而非成功。而且，成功虽然很好，但是并不搞笑。
- 莎莉·布朗（Sally Brown，2014年法國版動畫 香港配音：凌晞）

莎莉·布朗是查理布朗的妹妹，她总是对世界充满好奇。为什么她一定得去上学？为什么奈勒斯不爱她？委内瑞拉的首都是那里？莎莉总是在寻找答案——当她得不到答案的时候，她就用一个新的理念来代替：又有谁在乎这些呢？
作者点评莎莉：莎莉是一个彻头彻尾的现实主义者。她语出惊人的时候，常常很有魅力。
- 史努比（Snoopy）

史努比是一个思维天马行空，超级自信的小猎犬，也是狗中的伪装天才。他与世无争，处变不惊，幽默风趣，令人喜爱。作为第一次世界大战的王牌飞行员，他与臭名昭著的红色男爵在天空中激战。作为狗窝顶上的沉思者，他生活丰富多彩：写小说，去月球旅行，无时无刻不在幻想着向隔壁的猫复仇。史努比的主要兴趣：吃饭、写作和幻想
作者的史努比的评价：史努比的个性是有点苦乐参半的。但它非常坚强。它时赢时输，时而是一个倒霉蛋，时而是一个英雄，但它总能够扮啥像啥。我特别喜欢的一点是，当他遇到真正的麻烦时，他总能够退回自己幻想的世界中，并借此甩开现实世界。
- 佩蒂（Patty）

派蒂是一名留著咖啡色頭髮，戴著蝴蝶結，身穿格子裙的女孩。她可以說是花生漫畫中首個登場的女性角色，但在動畫中反而成了背景配角。個性開朗、喜歡查理布朗和謝爾米，有時候個性很強勢。她常教導查理布朗各種知識，但這時的查理布朗個性和動畫中的露西十分貼近，讓派蒂吃了不少無奈與苦頭。
- 雪米（Shermey）

謝爾米是漫畫中和查理布朗是同個地位的主角，兩人和派蒂常常一起玩。年齡原設大於其他兩人，個性比起查理布朗更成熟。動畫中和派蒂成了背景角色。
- 范蕾特（Violet）

凡蕾特是繼派蒂後在漫畫第二個登場的女生角色。頭上綁兩搓辮子(漫畫後期和動畫中則是後面綁圓形一搓)，身穿綠裙子。個性開朗天真，喜歡查理布朗，也喜歡跟史努比玩，在玩家家酒時常給查理布朗吃泥巴做的派。動畫中時常跟露西在一起，且個性強勢，常跟露西一起戲謔羞辱查理布朗。
- 露西·潘貝魯特（Lucy van Pelt，2014年法國版動畫 香港配音：何寶珊）

露西是奈勒斯和小雷的姐姐，在邻里中以专横。她经常用她的大嗓门和强烈的意志来驱使周围的人，因为被称为挑剔鬼（fuss budget）。露西开设心理咨询师的小摊，她在心理分析方面时常有独到的见解。她也常常欺负别人，比如时常拉扯奈勒斯的安全毛毯，或者羞辱查理布朗。露西满口女权主义，有成为总统或者女王的雄心壮志。露西的唯一弱点是她日夜单相思那个会弹钢琴的謝勒德。
在漫畫中她最初的設定是年齡低於查理·布朗，而且個性上很溫順、頑皮等。反倒是當時漫畫中查理·布朗的個性完全是動畫版中露西的翻版，每當露西要逗他玩時，查理·布朗多半是無視與忽略。
作者对露西的点评：露西身上有一些从我身上来的东西，比如她的刻薄和讽刺。我知道这些东西并不好，但是也正因此，露西给了我一个宣泄的渠道。这世上一物降一物，而露西的软肋就是施罗德。
- 派伯敏特·佩蒂（Patricia Reichardt，2014年法國版動畫 香港配音：何璐怡）

派伯敏特·佩蒂的全名是帕特里夏·派伯敏特·佩蒂·雷查德（Patricia "Peppermint Patty" Reichardt）。她是一个大无畏的领导者，一个天生的运动员。除了学习之外，派伯敏特·佩蒂能够战胜任何挑战——她憎恶学校生活的每一天。但这个强悍的女孩也有温柔的一面：她无可救药地爱上了她的朋友查理·布朗，而木讷的布朗对此一无所知。对派伯敏特·帕蒂来说，运动很容易，而生活很艰难。
作者对派伯敏特·佩蒂的点评：派伯敏特·佩蒂是个豪爽和忠心耿耿的假小子。她目标唯一，目的性非常强，强到可以摧毁一切。而我们身上都有这么一种盲目的劲头，陪伴着我们茫然的走过一生。
- 奈勒斯·潘貝魯特（Linus van Pelt，2014年法國版動畫 香港配音：謝潔貞）

奈勒斯是一个总是抱着毛毯的、好心的哲学家。他有一個姐姐露西以及一個弟弟小雷。他总是善言善语，即使对他的专横的姐姐露西也是如此。尽管他是邻里中最为理性的一个，但它却坚定的相信世上存在着南瓜大王。每个万圣节到来的夜晚，他总是躲在南瓜中，等待着南瓜大王的降临。他总是抱着毛毯，而毛毯也成为了安全感的象征。他总是被人捉弄，有时甚至是被南瓜捉弄。史努比也捉弄他，奈勒斯时而会戴眼镜，然后史努比总是把眼镜偷走来戏弄他。
作者點評：奈勒斯是我的严肃的一面。他有智慧，学识渊博，性格也很好，而这一切都加重了他的不安全感。
- 糊塗塌客（Woodstock）

糊塗塌客是一只拍着翅膀有时语无伦次的小黄鸟。它是史努比的密友，始终陪伴史努比左右。小黄鸟做过史努比的战斗机机械师，做过史努比的酒友，也是史努比的秘书。糊塗塌客的语言仅限于唧唧鸣叫，而能听懂它的鸟语的只有史努比。它和它的鸟友们从来都出没于史努比的狗窝附近。
作者对糊塗塌客的点评：实际上，糊塗塌客知道自己的渺小和微不足道。这是我们都会遇到的问题。世界之大，令渺小的我们不知所措。而糊塗塌客只是用一个轻松方式把这个想法表达出来罢了。
- 謝勒德（Schroeder，2014年法國版動畫 香港配音：雷碧娜）

謝勒德是个小小音乐天才，他几乎天天与自己的玩具钢琴和他的偶像贝多芬泡在一起。例外的情况仅限于：被拉去查理·布朗棒球队，做一个靠谱的捕手。他有各种怪癖，比如他喜欢用钢琴来逃避现实，比如他迷恋贝多芬近乎于疯狂。露西暗恋他，可以说，露西是他命中逃不过的一劫——露西总是不请自来，而謝勒德总是唯恐避之不及。
作者点评謝勒德：我很喜欢謝勒德。他真的很踏实，但他也有他的毛病。他只谈彩绘的钢琴琴键，而且他总认为贝多芬是美国第一任总统。
- 乒乓（Pigpen，2014年法國版動畫 香港配音：陳琴雲）

乒乓是一个浑身脏兮兮的小男孩，他走起路来，一路有如刮沙尘暴，而他自己却在沙尘暴中怡然自得。尽管他外表邋遢，他内心却始终镇定自若。他很清楚，他已经习惯了自己的“陈年灰土”。外人经常嘲讽他，而他也从不为自己的邋遢道歉。查理·布朗是唯一一个毫无保留的接受乒乓的人，甚至还曾经为乒乓的邋遢辩护过。
作者点评乒乓：乒乓是一个“人类尘土银行”，他能够在一条完美般洁净的接到上刮起一阵沙尘暴，他也能够洒下一片胶滴。当然，全是黑色的。
- 玛西（Marcie，2014年法國版動畫 香港配音：羅孔柔）

玛西是派伯敏特·佩蒂最好的朋友和忠实的追随者。两人性格完全相反。虽然玛西不知道棒球和曲棍球之间的差别，但是她依然是两人中的智者。她在运动上一塌糊涂，作为朋友却可圈可点。她管查理布朗叫做“查尔斯”，管派伯敏特·佩蒂叫做“先生（港譯作大人）”，并和二人情投意合。
作者点评玛西：玛西在各方面都比派伯敏特·佩蒂更胜一筹。她能看到事物背后的真相，而派伯敏特·佩蒂总是与之擦肩而过。我喜欢玛西。
- 富兰克林（Franklin，2014年法國版動畫 香港配音：陸惠玲）

富兰克林是一个黑人角色，他是查理·布朗的安静的朋友和知己。富兰克林恐怕是唯一一个从未对我们倒霉的男主角出言不逊的人。在学校里，富兰克林坐在派伯敏特·佩蒂前面一个座位，这使得他的学校生活更加苦不堪言。
作者点评富兰克林：富兰克林很有思想深度，他能够和奈勒斯一样引用旧约。与其他人物相比，他最少焦虑，最清心寡欲。

## 漫画评价
美国著名漫画家查爾斯·舒茲所创作的漫画《花生》是世界上最成功的连环漫画。从1950年10月2日诞生至今，已有75个国家的2600家报纸刊登过《花生》漫画，并被翻译成21种语言，更在75个不同国家中有3亿5000万个读者。
《花生》漫画是有史以来最具影响力而且人物刻画形象的连环漫画。漫画作者查爾斯·舒茲因此在1962年获得国家漫画家协会授予的幽默连环画奖，在1955年和1964年两次（第一位）获得鲁本奖，1980年获得Elzie Segar奖，1999年获得Milton Caniff终身成就奖，其中的一些作品还获得皮博迪奖和艾美奖。查爾斯·舒茲也因此成为全球的明星，他的名字也被写在了好莱坞星光大道和威廉·伦道夫·赫斯特的卡通名人堂上。
《花生》漫画的每一组漫画都以新鲜的创意为核心，并在50年里被完整、丰盈、幽默地描述出来。在查爾斯·舒茲去世的前几年，舒尔兹的妻子——简·舒尔兹重新审定了她丈夫的所有作品，陆续推出《花生》漫画的全集。这些作品不但凝聚了已故漫画大师的毕生心血，也是他的漫画迷们所真心爱戴的，所以《花生》漫画全集的出版不但是对舒尔兹最好的纪念，也了却了众多漫画迷的心愿。
小说作家丹尼尔·斯蒂尔也是《花生》爱好者之一，他曾经评价道：“50年来查理·布朗依旧年轻，当我们看到查爾斯·舒茲去世第二天的《花生》的连载上，孩子们哭泣他们的爸爸死了的时候，我越来越明白为什么所有人都喜欢这套漫画了，因为他《花生》让所有人能够回忆起自己曾经的年轻。”曾经不止一个人用“一条人文主义的狗”来形容自己对史努比的热爱，其实更多的人热爱的是《花生》中那份成年人口吻的童真。
虽然《花生》漫画以小孩子作为主角，但它是给任何年龄的人看的漫画。事实上，它受到更多成年人的欢迎。漫画中的角色个性鲜明：查理·布朗做什么都失败，总是抱着一条毛毯，露茜摆摊提供心理咨询……不仅令人印象深刻，而且让读者在他们身上找到自己的影子。当《花生漫画》为读者带来幽默的同时，查爾斯·舒茲还注重于对当今社会环境转变的反映。例如他将现实社会的“红色男爵”（Red Baron）引入漫画，成为史努比的敌人，并将读者带回到故事发生的一战中去；故事人物（Linus Van Pelt，又译名为奈勒斯）期盼着“南瓜大仙”（The Great Pumpkin，又译名“南瓜大王”）的出现，以此来对抗他认为已被商业化弄得变了味的圣诞节。在罕见的情况下，严肃地表达了查爾斯·舒茲对当代社会发展的思考。
查理·布朗的第一次登场就以嘲笑和讽刺结束，这似乎奠定了《花生》的基调。史努比同时登场，那时，他只是一只属于查理·布朗的可爱小猎犬，原型来自于舒尔茨童年时的一条黑白色的小狗Spike――后来他还在漫画中创造了一只叫做Spike的小狗作为史努比的兄弟。除了查理·布朗和史努比，花生一家还有开心理治疗诊所的露茜、离不开安全毯的、有浪漫情结的萨莉、对贝多芬狂热崇拜的史洛德......他们是一群有想法的小大人，会质疑、有焦虑，他们的行为和举动反映了外面真实的世界，只是以一种更温柔更可爱的方式。
《花生》漫画的内容也开始跳出孩子们的日常生活，与社会互相呼应起来。马丁·路德金遇刺后，读者们强烈要求查爾斯·舒茲增加一个黑人角色，于是富兰克林于1968年7月出场了。这种与现实生活的结合，使得《花生》获得了更多成年人的喜爱。
《时代》网站这么评价史努比漫画：“《花生》里的人物传达了这样一种思想：通过突如其来的暴力，世间万物皆可变，至少是改进。但是，查理·布朗提醒大伙儿，身为‘人’是何等的脆弱和易受攻击，这是任何一个漫画人物都不曾做过的事。这个世界里会有更多的人通过认识史努比，感悟到了更深刻的人生意义，感觉到‘幸福就是一条温暖的小狗！’。”
很多专家学者试图解释《花生》的魔力。意大利知名学者翁伯托艾柯把查爾斯·舒茲的作品比作“被打断的诗歌”：“这些孩子影响了我们，在某种程度上，他们是怪物，他们是患有工业文明官能症的患者，是先天有缺失的婴孩。”
查理·布朗和史努比，温暖着整个世界的人心。一位读者写信给《新闻周刊》：“当我的儿子还小时，他因为太喜欢史努比了，以至于决定让自己成为一只小狗。他吃完了所有的狗粮，每天都学一会儿狗叫。有一天，他被一个他认为是朋友的人伤害了，这是他第一次感到世界背叛了他。他看着我，眼里充满泪水。说：‘我希望史努比是真的。’”大家都曾如此希望，这样一只温暖的小狗，是真的。
这就让我们不难理解这只“全世界最伟大的小狗”、为什么会堂而皇之地跻身于首屈一指的美国《时代》杂志的封面，与肯尼迪、赫鲁晓夫、毛泽东、蒋介石、邓小平以及披头士这些影响世界的著名人物比肩而立了，史努比是无愧于这份荣誉和尊严的。人们爱戴他，因为他以超人的智慧和“哲学”，改变了我们对于今天这个世界的人生体验，同时也改变了我们的生活态度。

## 社会影响
《花生》漫画的诞生对世界产生了巨大的影响。查爾斯·舒茲的儿子蒙特·舒尔茨在2002年同《纽约时报周刊》的老牌编辑巴那比·康拉德合写一本关于《花生》、史努比和查爾斯·舒茲的书，这本《史努比的写作生涯》堪称美国文学界的集体献礼，很多文坛老将和纽约客执笔人都以单独杂文的性质书写了自己与《花生》、史努比和查尔斯·舒尔茨的故事。
在《花生》漫画成为世界上最走红的漫画之后，其相关产品纷纷面世，像贺卡、书籍、衣物、生活用品、玩具等等，同样受到人们的喜爱。以《花生》漫画为题材的文艺作品更进军电影、电视界，甚至百老汇歌舞剧大量的花生动画登上荧屏，查爾斯·舒茲漫画中的语言成为美国流行语，一个个花生动画工作室相继成立，一家大小聚在一起观看史努比已经成为了美国人的一种生活习惯。花生动画已经涌入每个家庭的日常生活，成了孩子们成长不可或缺的宝贵资源与财富。甚至还有因《花生》漫画而建立的主题公园、主题餐馆、游乐园和咖啡厅等。多年来，《花生》漫画人物经常出现在Dolly Madison snack cakes、Chex Mix, Bounty, Cheerios, A&W Root Beer, Kraft Foods, and Ford automobiles（福特汽车）的广告中和许多视频游戏中，这些动画人物被霍尔马克卡片公司印制在节日卡片上了，我们也可以在装饰服装、陶俑、毛绒公仔、彩旗、气球、海报、图书、圣诞饰品，以及其他无数授权特许商品上看到这些动画人物。
如：1962年哥伦比亚唱片公司发行了新专辑，命名为花生，凯巴拉德和阿瑟·西格尔分别扮演露西和查理·布朗，由弗雷德·卡林制作完成。1965年4月，史努比和《花生》其他主角一起登上《时代》封面，这只拒绝承认自己是狗的小狗当选“最伟大的小狗”的称号。1983年，在南加利福尼亚州的诺特浆果农场，建立了第一个主题公园，授权了花生卡通人物，创建第一个史努比营区和史努比公园的吉祥物，史努比是目前所有的雪松博览会园区的官方吉祥物。
阿波罗10号登月舱的别号叫“史努比”，其模块的命令为“查理布朗”，虽然不是官方标志，但查理·布朗和史努比已经成为半官方吉祥物了。而且，圣保罗市中心置地广场上，树立起了永久的“花生”人物铜像;在肯尼迪航天中心，史努比纪念雕像也永久竖立在那里;查爾斯·舒茲博物馆的建立也让《花生》人物跃然于每个人的眼前！
《花生》人物还在音乐剧《你是个好人，查理布朗》和《史努比！！》得以展现，音乐剧《史努比在滑冰》多年以现场白雪溜冰团式的形式，面向年轻的孩子进行展示，这些音乐剧都已经有过几次的巡回演出。《史努比！！》是以花生连环漫画为基础制作的一个音乐喜剧，最初是1982年在羔羊剧院外百老汇上演。1983年该音乐剧在伦敦西区荣获奥利弗奖，1988年又被改变成一场动画电视节目。到了2002年，《你是个好人，查理布朗》已成为美国戏剧史上最经常制作的音乐剧，被两次改编为电视节目，其中一个是在NBC上的真人现场演绎节目和CBS上的动画视频节目。
《花生》动画系列片获得了可口可乐、多莉麦迪逊蛋糕、家乐氏公司、麦当劳、彼得·保罗·吉百利糖果、通用磨坊和纳贝斯克等公司长期的赞助支持。查爾斯·舒茲，门德尔松和梅伦德斯还合作制作戏剧专题片，名字叫做：《一个名叫查理布朗的男孩》，其主要故事情节取材于舒尔茨的连环漫画，虽然有所改编，但仍然是以该连环画为主题。另一部电影《查理布朗和史努比秀》更是作为一部很热的电视连续剧在CBS每个周六的早上准时播出，一下子就持续了两个季节的时间。自花生动画《他是一个混混》首映之后，花生漫画的各种视频音频都徜徉在大街小巷，查理·布朗成了人们口中熟知的名称，虽然有过一段时间的热情衰减，但是43年后，查理布朗已经赢得了近1000万粉丝，超过了麦当娜的人气，赢得了众人的喜爱。在2010年的梅西感恩节大游行中，《他是一个混混》被宣布作为新的花生卡通动画将在2011年首次亮相。该动画将在2011年3月29日以DVD形式首先发布，后来2011年11月24日在福克斯进行了正式的首映礼。长年以来，许多花生卡通动画和特色电影也都被刻制成了多种家庭视频格式，到目前为止，20部卡通动画，和两部电影：《一个名叫查理布朗的男孩》《史努比，回家》，还有短剧系列：《查理布朗，这就是美国》，都被刻制成了DVD，流传于每个家庭里。
2007年10月，华纳兄弟公司以未公开的金额从派拉蒙购买了“花生”系列专属权。2012年，日本的动画制作公司亿动广告传媒（Madhouse）宣布，该公司正在制作一些相关动画短片，将在网上发布一些具有自主专营权的视频。2012年10月份据悉，一个用电脑制作的动画电影，将于2015年11月25日正式上映，作为连环画诞生65周年和特别电视节目《查理布朗的圣诞节》开播50周年的纪念。这部动画电影是由查爾斯·舒茲的儿子克雷格和他的孙子布莱恩还有科尼利厄斯一起创作，由著名导演史蒂夫·马蒂诺执导，由20世纪福斯的蓝天工作室制作发行。
多年来，在很多书上都出现了花生漫画人物，一些被印在报纸上代表着按时间顺序重印的区域，而另一些代表着专题收藏，如《史努比的网球书》，或代表鼓舞人心的格言集，如《幸福是一只温暖的小狗》。此外，许多动画的电视特别节目和电影被改编成了书的形式。